# CBERS-2B
O CBERS-2B (da série China-Brazil Earth-Resources Satellite) é um satélite de observação da Terra, resultado de um acordo sino-brasileiro e tecnicamente idêntico ao seu antecessor, o CBERS-1, foi lançado em 19 de Setembro de 2007 a partir do Centro de Lançamento de Taiyuan por intermédio de um foguete Longa Marcha 4B.

## Objetivos
Esse satélite foi projetado e lançado com o objetivo de gerar imagens da superfície da Terra, usando equipamentos de sensoriamento remoto. Essas imagens, podem ser usadas nas mais variadas aplicações, como: agricultura, meio ambiente, recursos hidrológicos e oceânicos, florestas, geologia entre outros.

## Características
Esse satélite tem o formato de um cubo com 2 m de aresta. Ele possui um único conjunto de painéis solares ligado a uma de suas faces. 

### Instrumentos
O satélite é composto por dois módulos principais:
O primeiro módulo contém os seus instrumentos de pesquisa e tem instalado 3 câmeras e o repetidor.
- Câmera Imageadora de Alta Resolução denominada de CCD.
- Câmera Pancromática de Alta Resolução denominada (HRC).
- Câmera Imageadora de Amplo Campo de Visada denominado de WFI
- Repetidor para o Sistema Brasileiro de Coleta de Dados Ambientais.

O segundo módulo contém os equipamentos que asseguram o suprimento de energia, os controles, as telecomunicações e demais funções necessárias à operação do satélite.
O CBERS-2B foi construído para dar continuidade ao programa CBERS com a aproximação do final da vida útil do CBERS-2, e não interromper os projetos de milhares de instituições e usuários do Programa. O CBERS-2B, assim como o antecessor, pertence à primeira geração desses satélites, sendo praticamente idêntico aos CBERS-1 e 2. No entanto, algumas melhorias foram introduzidas. A principal delas, foi quanto a carga útil: com a substituição do imageador IRMSS por uma Câmera Pancromática de Alta Resolução, um novo sistema de gravação a bordo e um sistema avançado de posicionamento, incluindo GPS (Global Positioning System) e sensor de estrelas.

## Missão
O lançamento do CBERS-2B, ocorreu sem problemas em 19/09/2007, à 1h26 (horário de Brasília) por intermédio de um foguete Longa Marcha 4B, partindo do Centro de Lançamento de Taiyuan.
No caso do CBERS-2B, havia mais a disponibilidade do IRMSS. Em seu lugar foi instalada a HRC - Câmera Pancromática de Alta Resolução, com pixel de 2,7 metros em uma banda larga no espectro visível. Como a HRC cobria uma faixa de apenas 27 km, foi adotada uma sistemática especial de imageamento (em combinação com a CCD e movimentos do satélite em órbita), de modo a que o Brasil tivesse cobertura completa em alta resolução a cada cinco ciclos de 26 dias de imageamento, ou seja, a cada 130 dias.